# Corydoras boehlkei
Corydoras boehlkei es una especie de pez de la familia Callichthyidae en el orden de los Siluriformes.

## Morfología
• Los machos pueden llegar alcanzar los 2,6 cm de longitud total.

## Distribución geográfica
Se encuentra en Sudamérica: cuenca del río Orinoco en Venezuela.